# День податкової служби України
День податкової служби України — скасоване свято України. Відзначалося щорічно 2 липня.

## Історія свята
Свято було встановлено в Україні «…враховуючи важливу роль державної податкової служби у забезпеченні реалізації податкової політики держави, у боротьбі з податковими злочинами та правопорушеннями…» згідно з Указом Президента України «Про День податкової служби України» від 29 вересня 2000 р. № 1094/2000 та скасовано з встановленням Дня працівника державної податкової служби України згідно з Указом Президента України «Про День працівника державної податкової служби України» від 24 жовтня 2005 р. №  1506/2005.